# لارس شميت
لارس شميت (بالألمانية: Lars Schmidt)‏ (و. 1965  م) هو لاعب كرة قدم، ومدرب كرة قدم، من ألمانيا، ولد في أوفنباخ أم ماين، يلعب كمُدَافِع.

## روابط خارجية
- لارس شميت على موقع قاعدة بيانات كرة القدم.إي يو (الإنجليزية)
- لارس شميت على موقع بيانات كرة القدم. دي إي (الألمانية)
- لارس شميت على موقع عالم كرة القدم.نت (الإنجليزية)